# Supercopa de Japón 2014
La Supercopa de Japón 2014, también conocida como Supercopa Fuji Xerox 2014 (en inglés: Fuji Xerox Super Cup 2014) por motivos de patrocinio, fue la 21.ª edición de este torneo.
Fue disputada entre Sanfrecce Hiroshima, como campeón de la J. League Division 1 2013, y Yokohama F. Marinos, como ganador de la Copa del Emperador 2013. El partido se jugó el 22 de febrero de 2014 en el Estadio Nacional de la ciudad de Tokio.

## Participantes
| Bandera de Prefectura de Hiroshima | Sanfrecce Hiroshima | Campeón de la J. League Division 1 (2013) |
| Bandera de Prefectura de Kanagawa  | Yokohama F. Marinos | Campeón de la Copa del Emperador (2013)   |

## Partido
| 22 de febrero de 2014, 13:36 (UTC+9) | Sanfrecce Hiroshima    | 2:0 (1:0) | Yokohama F. Marinos | Estadio Nacional, Tokio                                |                                                        |
|                                      | Notsuda 6' · Asano 66' | Reporte   |                     | Asistencia: 41.273 espectadores Árbitro(s): Ryūji Satō | Asistencia: 41.273 espectadores Árbitro(s): Ryūji Satō |

### Detalles
| 1          | Guardameta     | Takuto Hayashi   |     |
| 33         | Defensa        | Tsukasa Shiotani |     |
| 5          | Defensa        | Kazuhiko Chiba   |     |
| 4          | Defensa        | Hiroki Mizumoto  |     |
| 14         | Centrocampista | Mihael Mikić     | 65' |
| 6          | Centrocampista | Toshihiro Aoyama |     |
| 30         | Centrocampista | Kōsei Shibasaki  |     |
| 27         | Centrocampista | Kōhei Shimizu    | 29' |
| 9          | Centrocampista | Naoki Ishihara   |     |
| 24         | Centrocampista | Gakuto Notsuda   |     |
| 11         | Delantero      | Hisato Satō      | 59' |
| Entrenador | Entrenador     | Hajime Moriyasu  |     |

| 1          | Guardameta     | Tetsuya Enomoto   |     |
| 13         | Defensa        | Yūzō Kobayashi    |     |
| 4          | Defensa        | Yūzō Kurihara     |     |
| 22         | Defensa        | Yūji Nakazawa     |     |
| 5          | Defensa        | Dutra             | 60' |
| 8          | Centrocampista | Kōsuke Nakamachi  | 69' |
| 27         | Centrocampista | Seitarō Tomisawa  |     |
| 25         | Centrocampista | Jungo Fujimoto    |     |
| 10         | Centrocampista | Shunsuke Nakamura |     |
| 11         | Centrocampista | Manabu Saitō      |     |
| 17         | Delantero      | Jin Hanato        | 60' |
| Entrenador | Entrenador     | Yasuhiro Higuchi  |     |

| 16 | Centrocampista | Satoru Yamagishi | 29' |
| 29 | Delantero      | Takuma Asano     | 59' |
| 2  | Defensa        | Hwang Seok-Ho    | 65' |

| 9  | Delantero      | Takurō Yajima    | 60' |
| 23 | Defensa        | Takumi Shimohira | 60' |
| 7  | Centrocampista | Shingō Hyōdō     | 69' |

| Anotado | 6'  | Gakuto Notsuda | 1-0 |
| Anotado | 66' | Takuma Asano   | 2-0 |

| Amonestado | 87' | Tsukasa Shiotani |
| Amonestado | 89' | Naoki Ishihara   |

| Amonestado | 8'    | Dutra            |
| Amonestado | 25'   | Seitarō Tomisawa |
| Amonestado | 90+1' | Yūzō Kobayashi   |
| Amonestado | 90+3' | Yūzō Kurihara    |

| Árbitro             | Ryūji Satō      |
| Árbitros asistentes | Haruhiro Ōtsuka |
| Árbitros asistentes | Shinji Ochi     |
| Cuarto árbitro      | Hiroyuki Kimura |

| 1          | Guardameta     | Takuto Hayashi   |     |
| 33         | Defensa        | Tsukasa Shiotani |     |
| 5          | Defensa        | Kazuhiko Chiba   |     |
| 4          | Defensa        | Hiroki Mizumoto  |     |
| 14         | Centrocampista | Mihael Mikić     | 65' |
| 6          | Centrocampista | Toshihiro Aoyama |     |
| 30         | Centrocampista | Kōsei Shibasaki  |     |
| 27         | Centrocampista | Kōhei Shimizu    | 29' |
| 9          | Centrocampista | Naoki Ishihara   |     |
| 24         | Centrocampista | Gakuto Notsuda   |     |
| 11         | Delantero      | Hisato Satō      | 59' |
| Entrenador | Entrenador     | Hajime Moriyasu  |     |

| 1          | Guardameta     | Tetsuya Enomoto   |     |
| 13         | Defensa        | Yūzō Kobayashi    |     |
| 4          | Defensa        | Yūzō Kurihara     |     |
| 22         | Defensa        | Yūji Nakazawa     |     |
| 5          | Defensa        | Dutra             | 60' |
| 8          | Centrocampista | Kōsuke Nakamachi  | 69' |
| 27         | Centrocampista | Seitarō Tomisawa  |     |
| 25         | Centrocampista | Jungo Fujimoto    |     |
| 10         | Centrocampista | Shunsuke Nakamura |     |
| 11         | Centrocampista | Manabu Saitō      |     |
| 17         | Delantero      | Jin Hanato        | 60' |
| Entrenador | Entrenador     | Yasuhiro Higuchi  |     |

| 16 | Centrocampista | Satoru Yamagishi | 29' |
| 29 | Delantero      | Takuma Asano     | 59' |
| 2  | Defensa        | Hwang Seok-Ho    | 65' |

| 9  | Delantero      | Takurō Yajima    | 60' |
| 23 | Defensa        | Takumi Shimohira | 60' |
| 7  | Centrocampista | Shingō Hyōdō     | 69' |

| Anotado | 6'  | Gakuto Notsuda | 1-0 |
| Anotado | 66' | Takuma Asano   | 2-0 |

| Amonestado | 87' | Tsukasa Shiotani |
| Amonestado | 89' | Naoki Ishihara   |

| Amonestado | 8'    | Dutra            |
| Amonestado | 25'   | Seitarō Tomisawa |
| Amonestado | 90+1' | Yūzō Kobayashi   |
| Amonestado | 90+3' | Yūzō Kurihara    |

| Árbitro             | Ryūji Satō      |
| Árbitros asistentes | Haruhiro Ōtsuka |
| Árbitros asistentes | Shinji Ochi     |
| Cuarto árbitro      | Hiroyuki Kimura |

| Estadísticas       | Sanfrecce Hiroshima | Yokohama F. Marinos |
| ------------------ | ------------------- | ------------------- |
| Tiros              | 13                  | 9                   |
| Tiros al arco      | 6                   | 1                   |
| Faltas             | 18                  | 17                  |
| Tiros de esquina   | 1                   | 5                   |
| Penales            | 0                   | 0                   |
| Fueras de juego    | 3                   | 3                   |
| Posesión del balón | 40%                 | 60%                 |

|                                         |
| Bandera de Prefectura de Hiroshima      |
| Campeón Sanfrecce Hiroshima 3.er título |